# Орнитодороз
Орнитодороз (Ornithodorosis) — акариаз человека и животных (овец), вызванный укусами клещей рода Ornithodoros.

## Орнитодороз человека
Возбудители — клещи рода Ornithodoros (Audouin, 1827) (сем. Argasidae, отр. Parasitiformes).
Ornithodoros erraticus паразитирует на свиньях, но кусает и человека.
Поселковый клещ Ornithodorus papillipes имеет темно-серую окраску. Длина самки – 8 мм, самца – до 6 мм. Взрослые особи могут голодать до 15 лет. Питается на диких (грызуны, летучие мыши, жаворонки) и домашних животных (собака, крупный рогатый скот, лошади, кошки и др.), а также кусают человека. Поселковый клещ является переносчиком возбудителей клещевого возвратного тифа — спирохет рода Borrelia. Попадание спирохет в организм человека происходит через хоботок при укусе, а также при попадании на кожу фекалий и продуктов выделения клещей. Способен к трансовариальной передаче.
Клещ кавказский Ornithodoros verrucosus (Alectorobius asperus) распространён в Закавказье, на юге Украины. Переносчик возбудителя эндемического возвратного тифа.
Укусы клеща Ornithodorus coriaceus настолько болезненны, что население Мексики страшится этих клещей не меньше, чем гремучих змей.
Ornithodorus moubata также кусает человека и может передавать трансмиссивные болезни.
Ornithodoros tholozani переносят пещерную лихорадку.

## Орнитодороз животных
Клещи рода Ornithodorus[уточнить] вызывают орнитодороз овец.